# Zelda (tecknad serie)
Zelda är en tecknad serie (strippserie) av Lina Neidestam. Serien handlar om åttiotalisten Zelda och har feministiska förtecken. Den gavs ut i albumform av Kartago förlag mellan 2009 och 2022. Sedan starten 2007 i Metro har den publicerats i ett trettiotal nordiska dagstidningar och översatts till norska, franska och danska.  

## Handling
Serien kretsar kring Zelda, en kvinnlig åttiotalist med feministisk agenda och stora drömmar. Zelda lever dock inte alltid som hon lär. Hon vill jobba med media men kommer inte längre än till Youtube, vill vara konstnär men får inte riktigt till det, letar efter sig själv men gillar inte det hon finner.

## Historik

### Bakgrund
Serien Zelda föddes februari 2007, ursprungligen på beställning av livsstilssajten SalongK.se som bad Neidestam om "någon serie som handlar om en tjej". Serien har sedan starten bland annat publicerats i Metro, Nemi, NSD, Aftonbladet, Situation Stockholm och Rocky. På norska publiceras serien i dagstidningarna Dagbladet och Rogalands avis. Den har tryckts i sju samlingsalbum, varav ett 2013 översattes till norska. 

### Mottagande
Neidestam har mottagit Adamssonstatyetten och Stora Ponduspriset för sitt arbete med Zelda. 
Zelda har inte minst uppmärksammats för sin komplexa och motsägelsefulla titelfigur – det enda man kan vara säker på är att hon alltid slår åt alla håll. En boktitel som Zelda. Kampen fortsätter får således en betydelse som ligger långt från plakatserie.
I mars 2013 plockades Zelda efter läsarprotester bort från seriesidan i den norska tidningen Nordlys eftersom läsare protesterat mot seriens sexskämt. 

## Publiceringar

### Som tidningsserie
- 2007–08 – Metro
- 2007–12 – Nemi
- 2009 – Arne Anka
- 2009– – ETC
- 2010– – City
- 2010– – Rocky, 2010–
  - 2012– – Dagbladet (bokmål)

### Samlingsalbum
- 2009 –  Zelda. Kartago. ISBN 978-91-86003-42-5 (150 s. färg)
- 2012 –  Zelda: kampen fortsätter. Kartago. ISBN 978-91-86003-93-7 (131 s. färg)
- 2013 –  Zelda vs. patriarkatet. Zelda ; 3. Kartago. ISBN 978-91-75150-27-7 (132 s. färg)
- 2013 –  Lina Neidestams Zelda: fett album ("Sex Out West"). Nordic Comics Egmont/Egmont Kids Media Nordic. ISBN 9789174058536 (50 s., plus biserierna Lilla Berlin, Djurrikets sämsta pojkvänner, Fridas hjärta och Historiska kvinnoporträtt)
- 2013 – Zelda #1: Sex og mingleliv. ISBN 7023060019785 (bokmål)